# Central nuclear Fukushima II
La planta nuclear Fukushima dai-ni o Fukushima II (福島第二原子力発電所 Fukushima dai-ni genshiryoku hatsudensho?,  Fukushima II NPP, 2F) o "Fukushima Daini" es una central nuclear localizada en la ciudad de Naraha y Tomioka, en el distrito de Futaba, de la Prefectura de Fukushima. Al igual que la central nuclear Fukushima I (situada a 11 kilómetros al norte), la lleva la TEPCO.

## Reactores
| Unidad          | Tipo de reactor | Inicio de operaciones | Capacidad |
| --------------- | --------------- | --------------------- | --------- |
| Fukushima 2 – 1 | BWR - 5         | 20 de abril de 1982   | 1100 MW   |
| Fukushima 2 – 2 | BWR - 5         | 3 de febrero de 1984  | 1100 MW   |
| Fukushima 2 – 3 | BWR - 5         | 21 de junio de 1985   | 1100 MW   |
| Fukushima 2 – 4 | BWR - 5         | 25 de agosto de 1987  | 1100 MW   |

## Eventos
- En enero de 1989, una cuchilla de la bomba de refrigeración del reactor 3, se rompió por una soldadura, causando un bloqueo en el circuito primario. El reactor estuvo cerrado por dichas causas durante mucho tiempo, siendo este uno de los accidentes ocurridos más graves

### Terremoto y tsunami de 2011
Después del terremoto y tsunami de Japón de 2011, la Organización Internacional de la Ingeniería Nuclear informó que los 4 reactores de la planta se apagaron automáticamente.  La Eléctrica de Tokio informó el 12 de marzo que el sistema de ventilación de tres reactores (el 1º, 2º y el 4º) llegaron hasta los 100 °C entre las 5:30 y las 6:10 (JST), y en menos de una hora empezó el sistema de refrigeración adicional con agua condensada, y que la función para la supresión de la presión se perdió.  De acuerdo con un informe de Reuters, las autoridades están preparándose para una pérdida de presión en la planta.
Se ordenó una evacuación de la población en un radio de 3 km a la planta, que podría ser ampliado hasta a 10 km.
El 13 de marzo se confirma la muerte de un operador que quedó atrapado en la cabina de una grúa.